# Цикл Трінклера
Цикл Трінклера (англ. Seiliger cycle, англ. Sabathe cycle) — термодинамічний цикл, що описує робочий процес дизельного двигуна зі змішаним згорянням. Об'єднує в собі цикл Отто і цикл Дізеля. Носить ім'я свого винахідника Густава Трінклера.

## Історична довідка
З розвитком конструкцій двигунів внутрішнього згоряння бажання підвищити ККД циклу Отто через збільшення ступеня стиснення спонукало до створення двигунів, де замість легкозаймистої суміші стискається повітря. Паливо подається у циліндр спеціальним компресором, коли поршень перебуває у верхній мертвій точці і процес згоряння відбувається приблизно при постійному тиску, а займання палива — від високої температури стиснутого повітря.
Уперше такий цикл запропонував німецький інженер Рудольф Дизель, і тому цикл носить його ім'я. Наявність спеціального компресора ускладнювала конструкцію двигуна, тому у подальших дослідженнях російський інженер Г.Трінклер у 1904 році висунув ідею безкомпресорного дизельного двигуна. У безкомпресорних двигунах низькосортне паливо під високим тиском подається в циліндр за допомогою паливного насоса, який є економічнішим і надійнішим в роботі. Компресорні дизелі поступово вийшли з використання.

## Опис циклу
Ідеальний цикл Трінклера складається з процесів:

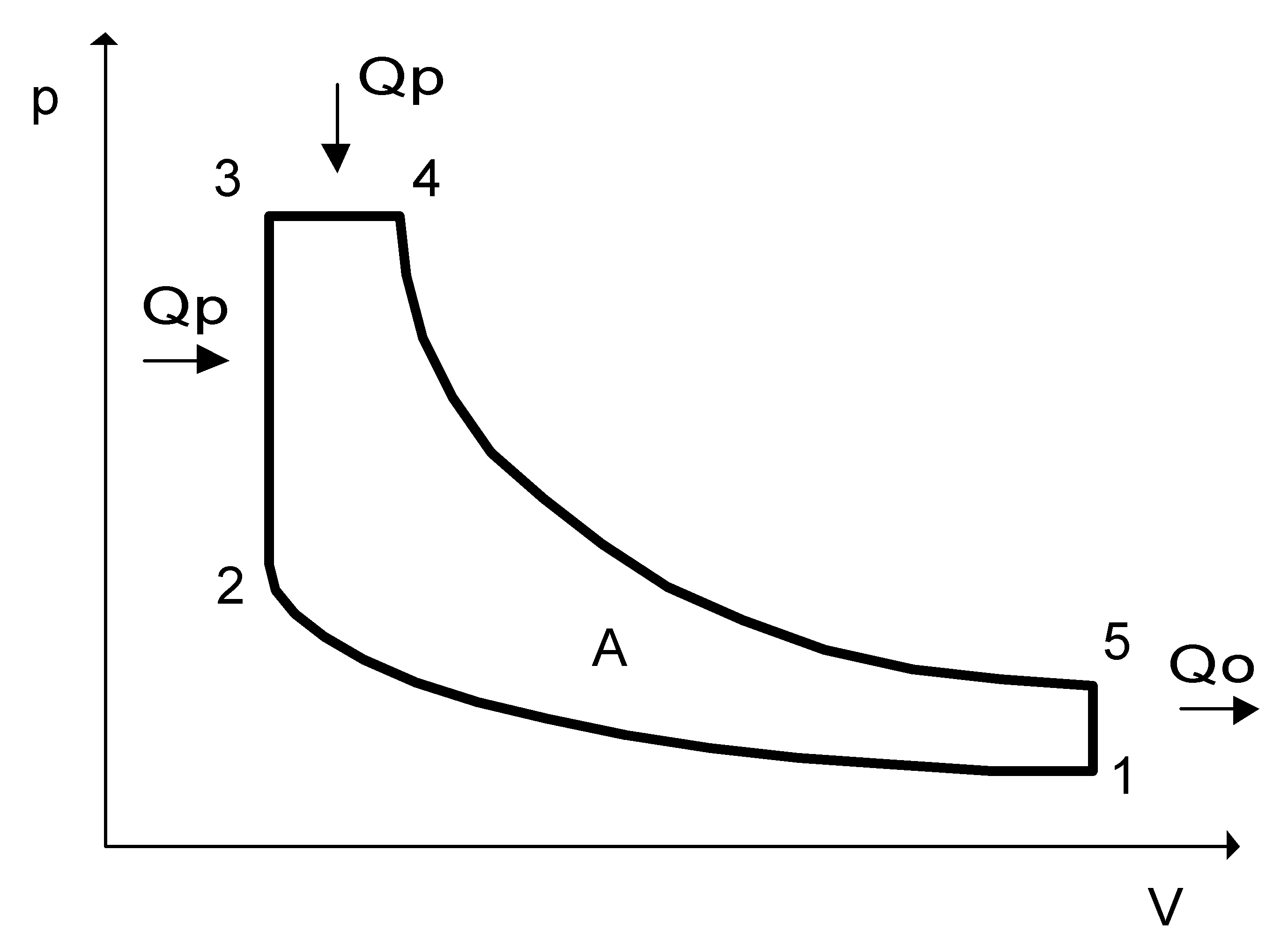
pV — діаграма циклу Трінклера

- 1-2 У робочому циліндрі повітря адіабатично стискається за рахунок інерції двигуна, нагріваючись при цьому до температури, що забезпечує займання паливо-повітряної суміші.
- 2-3 Згорання частини палива в при постійному об'ємі (V = const).
- 3-4 Догоряння палива в робочому циліндрі при постійному тиску (p = const).
- 4-5 Адіабатичне розширення продуктів згоряння.
- 5-1 Видалення вихлопних газів (V = const).

Цикл із змішаним згорянням частково зберігає переваги циклу Дізеля перед циклом Отто — частина процесу згоряння здійснюється при постійному тиску.
Термічний ККД циклу Трінклера
{\displaystyle \eta =1-{\frac {1}{n^{k-1}}}\cdot {\frac {\lambda m^{k}-1}{\lambda -1+k\lambda (m-1)}}},
де {\displaystyle \,n=V_{1}/V_{2}} — ступінь стиску;
{\displaystyle \,m=V_{4}/V_{3}} — ступінь попереднього розширення;
{\displaystyle \,\lambda =p_{3}/p_{2}} — ступінь підвищення тиску при ізохорному процесі згоряння;
{\displaystyle \,k} — показник адіабати.
Окремими випадками циклу Трінклера є цикл Отто (при {\displaystyle \,m=1}) і цикл Дизеля (при {\displaystyle \,\lambda =1}).